# Кочубей, Сергей Михайлович
Серге́й Миха́йлович Кочубе́й (3 апреля 1896 — 25 декабря 1960, США) — оперный и концертный певец (бас) из рода Кочубеев.

## Биография
Родился в семье Михаила Николаевича Кочубея (1863—1935) и Пелагеи Дмитриевны Онощко (1863—1930). Его дедом по отцовской линии был секретарь русского посольства в Константинополе Николай Аркадьевич Кочубей, а бабушкой — княжна Елена Сергеевна Волконская, дочь князя Сергея Григорьевича и Марии Николаевны Волконских. Детские годы Сергея Михайловича прошли в родовом имении отца в Вороньках Черниговской губернии. Образование получил, окончив Николаевский кадетский корпус.
Принимал участие в Гражданской войне, воевал в рядах Добровольческой армии. В 1920 году эмигрировал из Крыма в Болгарию, а позднее — во Флоренцию.. Выступал на балу Союза русских писателей и журналистов, вечере Союза русских дворян (1934), участвовал в торжественном собрании памяти А. С. Пушкина (1937). Выступал с Хором донских казаков имени атамана Платова, который был создан в 1927 году Николаем Кострюковым. С конца 1920-х годов хор гастролировал в Европе, где был популярен так же, как хор Сергея Жарова.
В 1930-х годах совершенствовался в Италии, позднее выступал в Германии, Австрии, Франции, Швейцарии. С 1953 года проживал в США.

## Семья
В первом браке жена был женат на потомственной дворянке Евгении Викторовне Маньковской (1896 г.р.). Венчание прошло 13 ноября 1918 года (по старому стилю) в Благовещенской церкви города Киева Российской губернии. Поручителями по жениху были: дворяне Николай Викторович Миньковский и Михаил Михайлович Кочубей. Поручители по невесте: потомственные дворяне Юрий Леонидович Гладыревский и Петр Михайлович фон-Бергольц.
В браке с Ириной (1900—1996), дочерью Георгия Норбертовича Габричевского, имел двоих детей:
- Елена (род. 1935) — замужем за князем Евгением Сергеевичем Трубецким[5].
- Андрей (род. 1938) — доктор прикладной математики, женат на светлейшей княжне Дарье Константиновне Горчаковой (1944—1992).